# Fusil à filet

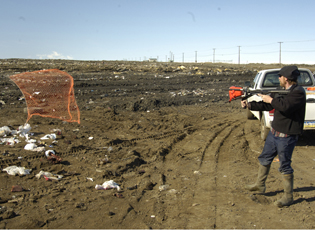
Un chercheur du Département de l'Agriculture des États-Unis tente de capturer des oiseaux sauvages grâce un fusil à filet dans une décharge de Barrow, en Alaska, afin de déterminer s'ils sont atteints de la grippe aviaire.

Un fusil à filet est une arme non létale conçue pour immobiliser une cible en projetant sur elle un filet, de manière qu'elle s'y emmêle.
Les fusils à filet sont essentiellement utilisés pour capturer des animaux sauvages en les gardant vivants et sans les blesser, par exemple dans le but de les étudier, de les soigner, ou de les vendre.
Toutefois, des humains peuvent aussi être emprisonnés de la sorte, pour le maintien de l'ordre : ce fut ainsi le cas lors de la Coupe du monde de football de 2002 qui s'est déroulée au Japon, où la police locale était armée de tels fusils contre les hooligans.
Les fusils à filet apparaissent également dans des œuvres de fiction, en particulier des œuvres fantastiques et de science-fiction. Notamment dans la série des Predator, où le filet est néanmoins plus létal puisque ses mailles sont coupantes, et qu'il se resserre davantage si la victime tente de se dégager.